# Charles Smith Rutherford
Pour les articles homonymes, voir Charles Smith et Smith.
 (novembre 2021).
Charles Smith Rutherford (né le 9 janvier 1892, mort le 11 juin 1989) VC, CM, MM, est récipiendaire de la Croix de Victoria pour ses actions durant la Première Guerre mondiale de 1914 à 1918, la plus haute récompense pour bravoure devant l’ennemi attribuée aux forces britanniques et du Commonwealth.

## Vie militaire
Le 26 août 1918, Lieutenant Charles Smith Rutherford de la 5th Canadian Mounted Rifles Battalion, corps expéditionnaire canadien, était chargé d’une partie d’assaut prenant part dans l’assaut pour prendre Monchy-le-Preux en France. À un point, alors qu’il était loin devant ses hommes, il s’est retrouvé face à un groupe de 45 soldats Allemands devant un blockhaus. Rusé, il a réussi à convaincre l’ennemi qu’ils étaient encerclés, brandissant son revolver pour indiquer que ses hommes encerclaient le terrain.
En mérite à son courage, et certainement à son soulagement, le groupe ennemi s’est rendu, mettant à terre leurs armes. La capture comprenait deux officiers et trois équipes mitrailleuses.
Plus tard la même journée, Lt Rutherford a observé des coups de feu venant d’un autre blockhaus qui retardait l’avance. Accompagné par une section de fusils Lewis, il a attaqué le blockhaus et a capturé 35 soldats ennemis. Sans avoir subi de perte de soldats canadiens, le Lt Rutherford et ses hommes ont capturé 80 soldats ennemis, faisant taire plusieurs mitrailleuses ennemies.
Pour ses actions héroïques, Lt Charles Smith Rutherford a reçu la Croix de Victoria vers la fin de novembre 1918 du Roi George V.
Cet exemple de courage n’est qu’une partie de l’histoire. Après son enrôlement le 2 mars 1916, Rutherford servait en France dès juin de la même année. Il a fait deux tours à Ypres, et a avancé avec ses hommes vers la Somme. Il a été blessé dans la tranchée Regina, mais est revenu d’hôpital en Angleterre à temps pour prendre part dans la Bataille de Vimy en mars 1917. Il a été blessé encore une fois près d’Amiens, mais est revenu en action vers le mois d’août.
Vers la fin d’octobre 1917, Sergent Rutherford est passé à l’action à Passchendaele. Pour ses actions dans la Bataille de Passchendaele, alors qu’il était sous le commandement du Major George Pearkes, qui a lui aussi reçu la Croix de Victoria pour ses actes, Rutherford a reçu la Médaille militaire.
Après un séjour en Angleterre afin de suivre un cours, Rutherford est retourné à sa compagnie et a reçu la commande de section No. 9. Dans ses propres mots, les actions suivantes lui ont valu sa deuxième médaille de la Première Guerre mondiale :
	« Le 9 août 1918, j’étais en bataille et avec ma Compagnie, nous avons capturé deux villes, le premier Arvillers, le Quartier général de la division allemande, où j’ai pu capturer un agent payeur et beaucoup d’argent allemand. Les Allemands étaient en retraite car ils savaient qu’on venait. Les seules choses qu’ils ont laissées étaient une cage de pigeons et 300 nouvelles mitrailleuses. C’était au front d’Amiens. On a ensuite capturé une petite ville appelée Bangor et c’était aussi loin qu’on devait aller. J’ai reçu la Croix militaire pour avoir capturé ces deux villes. ».
En 1941, Charles Rutherford s’est enrôlé dans la Garde des Vétérans. En plus d’être posté à Arvida, au Québec, et Kingston, en Ontario, il a été envoyé aux Bahamas de 1942 à 1943, où il avait comme charge de garder le Duc et la Duchesse de Windsor. À la fin de la Seconde Guerre mondiale, Rutherford avait atteint le rang de Capitaine.

## Vie civile
En 1934, après son retour de la Première Guerre mondiale, il a servi en tant que sergent d’armes de l’Assemblée législative de l’Ontario, alors que Mitchell Hepburn était Premier ministre de la province. Au dire de certains durant ses six années de service, Rutherford fut le premier sergent à expulser un membre de l’Assemblée.
Durant sa carrière civile et militaire, Charles Rutherford s’est distingué par ses actions et ses contributions. Il a reçu plus d’une douzaine de médailles pour ses actions durant les deux guerres mondiales. Au moment de sa mort le 11 juin 1989, il était le seul récipiendaire survivant de la Croix de Victoria de la Première Guerre mondiale, la plus haute récompense pour bravoure devant l’ennemi attribuée aux forces britanniques et du Commonwealth et, selon certains raconteurs, peut être le soldat le plus décoré au Canada, sinon du Commonwealth.
Le revolver automatique, un Colt, utilisé par Charles Rutherford en août 1918 dans la capture de ces 80 soldats ennemis est en exposition au Royal Canadian Military Institute (en) en Ontario.